# 린데스네스

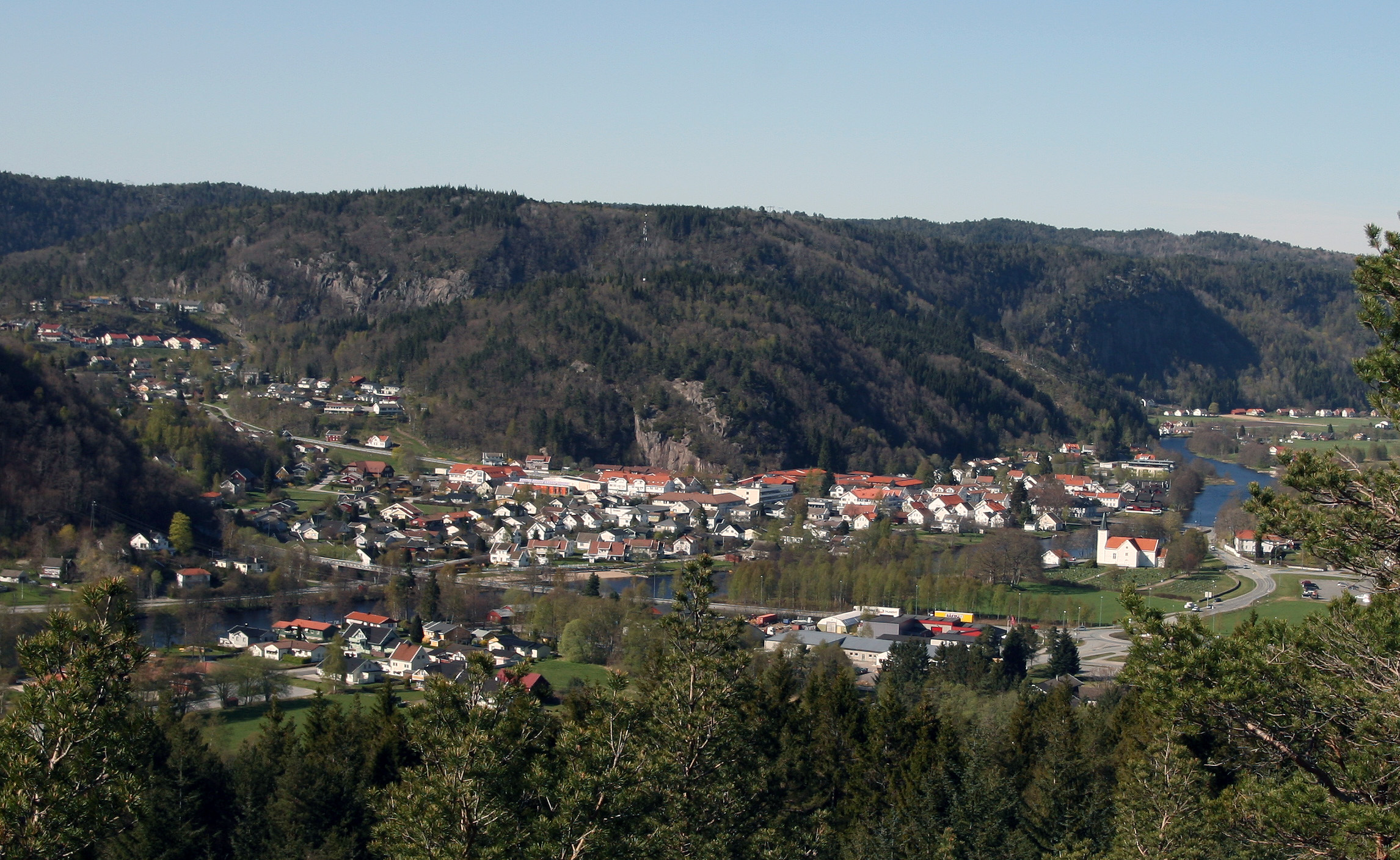
린데스네스의 비겔란.

린데스네스(Lindesnes)는 노르웨이 남쪽 끝에 있는 곶이다.